# 富士通 FR
富士通 FR (富士通 RISC) は32ビット RISC プロセッサファミリーである。 新型では浮動小数点と部分的な動画入力アナログ-デジタル変換回路とデジタルシグナルプロセッサを備える。Softune, GNUコンパイラコレクションと他の統合開発環境によってサポートされる。

## 用途
以前は画像処理専用のMilbeaut 信号処理の制御に使用された。 2011年の第6世代とそれ以降の型ではデュアルコアARMアーキテクチャ、ASSP/ASICに変更されたものの、FR制御装置は継続された。
同様にプロセッサコアの1から3がニコンのExpeed画像処理プロセッサで内蔵された(3Aと4はARM CPUに移行した)。